# Tricholosporum
Трихолоспорум (Tricholosporum) — рід грибів родини Tricholomataceae. Назва вперше опублікована 1975 року.
В Україні зустрічається їстівний гриб 4 категорії трихолоспорум гранчастоспоровий Tricholosporum goniospermum. Можна вживати в їжу після 15-ти хвилинного відварювання, вареним, смаженим.